# Maun (otok)
Maun je otok, dug 9 kilometara, a od otoka Paga dijeli ga Maunski kanal. Nalazi se zapadno od Paga i ima isti smjer prostiranja (SZ-JI). 

## Vanjske poveznice
|  | Zajednički poslužitelj ima još gradiva o temi Maun (otok) |